# Anaglyptus ambiguus
Anaglyptus ambiguus är en skalbaggsart som beskrevs av Holzschuh 1992. Anaglyptus ambiguus ingår i släktet Anaglyptus och familjen långhorningar. Inga underarter finns listade i Catalogue of Life.